# Midea frontirufa
Midea frontirufa är en fjärilsart som beskrevs av Swinhoe 1885. Midea frontirufa ingår i släktet Midea och familjen nattflyn. Inga underarter finns listade i Catalogue of Life.